# Tennis als Jocs Olímpics d'estiu de 1908
Als Jocs Olímpics de 1908 celebrats a la ciutat de Londres, Regne Unit, es realitzaren sis proves de tennis, quatre en categoria masculina i dos en categoria femenina. La novetat fou la realització de tres proves en pista coberta a més de les habituals a l'aire lliure.
Hi participaren 10 nacions aportant un total de 50 jugadors, 40 en categoria masculina i 10 en femenina. Els tennistes Les Poidevin i Anthony Wilding, que defensaven l'equip d'Australàsia, no hi van poder participar en causa de problemes administratius.

## Resum de medalles
| Prova                                       | Or                                           | Argent                                       | Bronze                                    |
| Individual masculí detalls                  | Josiah Ritchie                               | Otto Froitzheim                              | Wilberforce Eaves                         |
| Individual masculí en pista coberta detalls | Arthur Gore                                  | George Caridia                               | Josiah Ritchie                            |
| Individual femení detalls                   | Dorothea Chambers                            | Dora Boothby                                 | Ruth Winch                                |
| Individual femení en pista coberta detalls  | Gwendoline Eastlake                          | Alice Greene                                 | Märtha Adlerstråhle                       |
| Dobles masculins detalls                    | Regne UnitGeorge Hillyard · Reginald Doherty | Regne UnitJosiah Ritchie · James Cecil Parke | Regne UnitClement Cazalet · Charles Dixon |
| Dobles masculins en pista coberta detalls   | Regne UnitArthur Gore · Herbert Barrett      | Regne UnitGeorge Caridia · George Simond     | SuèciaWollmar Boström · Gunnar Setterwall |

## Nacions participants

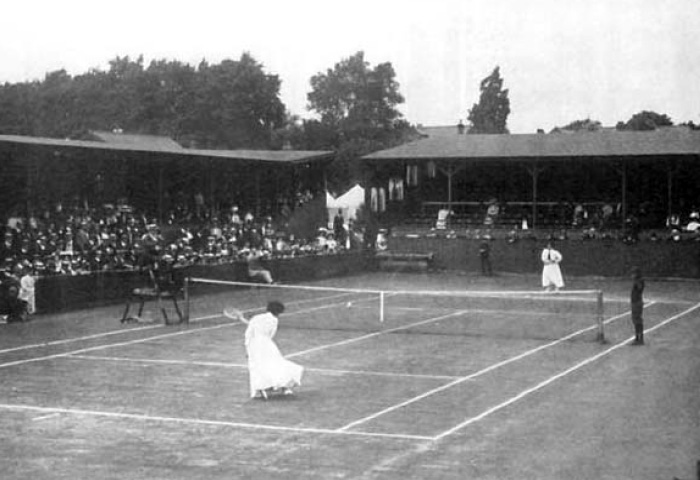
Final individual femenina dels Jocs Olímpics de 1908.

Un total de 50 tennistes de 10 nacions diferents competiren als Jocs:
- Alemanya (5)
- Àustria (3)
- Bohèmia (4)
- Canadà (3)
- França (1)
- Gran Bretanya (22)
- Hongria (3)
- Països Baixos (2)
- Sud-àfrica (3)
- Suècia (4)

## Medaller
| Posició | País           | Or | Argent | Bronze | Total |
| 1       | Regne Unit     | 6  | 5      | 4      | 15    |
| 2       | Imperi Alemany | 0  | 1      | 0      | 1     |
| 3       | Suècia         | 0  | 0      | 2      | 2     |
| Total   | Total          | 6  | 6      | 6      | 18    |